# Pseudobryomima fallax
Pseudobryomima fallax là một loài bướm đêm trong họ Noctuidae.